# Jørgen Karterud
Jørgen Karterud (* 6. Mai 1994 in Oslo) ist ein norwegischer Eishockeyspieler (Verteidiger), der seit 2020 erneut beim Vålerenga IF in der Eliteserien unter Vertrag steht.

## Spielerkarriere
Jørgen Karterud begann seine Karriere in der Nachwuchsabteilung von Vålerenga IF in seiner Heimatstadt Oslo. In der Saison 2011/12 gab er sein Debüt in der norwegischen Eliteserien gab. 2010 und 2012 gewann er mit dem Klub die norwegische U19- und 2013 die U20-Meisterschaft. In der Saison 2013/14 spielte er für die Sault Ste. Marie Greyhounds, die ihn beim CHL Import Draft 2013 an insgesamt 35. Stelle ausgewählt hatten, in der kanadischen Juniorenliga Ontario Hockey League. Anschließend kehrte er zu Vålerenga zurück.
Von 2016 bis 2019 spielte er in Schweden, wo er vorwiegend in der HockeyAllsvenskan spielte, aber auch zu zwölf Einsätzen für den Linköping HC in der Svenska Hockeyligan kam. Anschlie´ßend wechselte er zum HK Poprad in die slowakische Extraliga. Bereits im Januar 2020 kehrte er nach Norwegen zurück, wo er seither wieder für den Vålerenga IF auf dem Eis steht.

### International
Für die Norwegen nahm Karterud im Juniorenbereich an den U18-Weltmeisterschaften 2011 (in der Top-Division) und 2012 (in der Division I) sowie den U20-Weltmeisterschaften 2013 (in der Division I) und 2014 (in der Top-Division) teil.
Im Seniorenbereich stand er im Aufgebot seines Landes bei der Weltmeisterschaft 2017. Auch in den Folgejahren wurde er regelmäßig in das Nationalteam berufen, kam aber bisher nicht zu weiteren WM-Einsätzen.

## Erfolge und Auszeichnungen
- 2010 Norwegischer U19-Meister mit Vålerenga IF
- 2012 Norwegischer U19-Meister mit Vålerenga IF
- 2013 Norwegischer U20-Meister mit Vålerenga IF
- 2013 Aufstieg in die Top-Division bei der U20-Weltmeisterschaft der Division I, Gruppe A